# Aberu Kebede

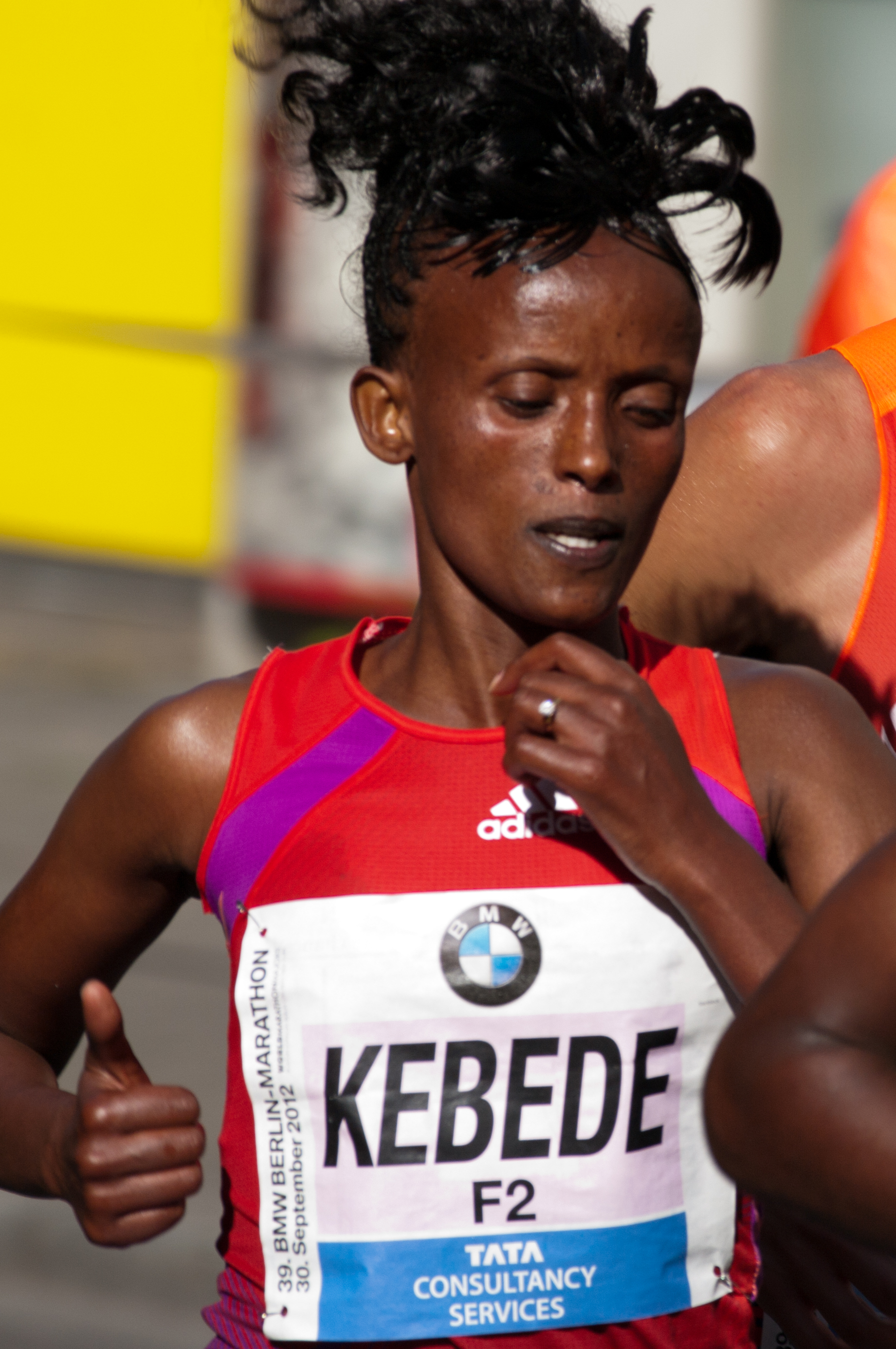
Kebede na maratona de Berlim de 2012

Aberu Kebede (Shewa, 12 de setembro de 1989) é uma corredora de longa distância etíope. Vencedora da Maratona de Berlim por três vezes, da Maratona de Rotterdam e da Stramilano, conquistou a medalha de bronze do Campeonato Mundial de Meia Maratona de 2009 disputado em Birmingham, na Inglaterra. Tem como melhores marcas pessoais 1:07:39 na meia-maratona e 2:20:30 na maratona, esta de sua vitória em Berlim em 2012. Venceu também a Maratona de Tóquio de 2013, onde abaixou o recorde feminino do percurso em seis segundos.
Em 2015, ficou em segundo lugar na Maratona de Berlim com a marca de 2:20:48  e em 2016 venceu a prova pela terceira vez, em 2:20:45, tornando-se a maior vencedora desta maratona, ao lado da alemã Uta Pippig e a da polonesa Renata Kokowska.